# Indywidualne Mistrzostwa Szwecji na Żużlu 1983
Indywidualne Mistrzostwa Szwecji na Żużlu 1983 – cykl turniejów żużlowych, mających wyłonić najlepszych żużlowców szwedzkich. Tytuł wywalczył Tommy Nilsson (Getingarna Sztokholm). 

## Finał
- Mariestad, 10 września 1983

| Msc. | Zawodnik            | Klub                   | Pkt   |  |  |
| ---- | ------------------- | ---------------------- | ----- |  |  |
| 1    | Tommy Nilsson       | Getingarna Sztokholm   | 15    |  |  |
| 2    | Jan Andersson       | Kaparna Göteborg       | 14    |  |  |
| 3    | Björn Andersson     | Kaparna Göteborg       | 11 +3 |  |  |
| 4    | Jimmy Nilsen        | Getingarna Sztokholm   | 11 +2 |  |  |
| 5    | Lillebror Johansson | Solkatterna Karlstad   | 9     |  |  |
| 6    | Anders Michanek     | Getingarna Sztokholm   | 9     |  |  |
| 7    | Karl Erik Claesson  | Örnarna Mariestad      | 9     |  |  |
| 8    | Pierre Brannefors   | Kaparna Göteborg       | 9     |  |  |
| 9    | Göran Waltersson    | Njudungarna Vetlanda   | 8     |  |  |
| 10   | Uno Johansson       | Njudungarna Vetlanda   | 8     |  |  |
| 11   | Ulf Blomqvist       | Njudungarna Vetlanda   | 5     |  |  |
| 12   | Anders Kling        | Dackarna Målilla       | 4     |  |  |
| 13   | Jan Davidsson       | Örnarna Mariestad      | 3     |  |  |
| 14   | Åke Fridell         | Indianerna Kumla       | 2     |  |  |
| 15   | Bengt Jansson       | Rospiggarna Hallstavik | 2     |  |  |
| 16   | Conny Samuelsson    | Njudungarna Vetlanda   | 1     |  |  |